# Хаимов, Гай
Гай Хаимов (ивр. גיא חיימוב‎; 9 марта 1986) — израильский футболист, вратарь. Сыграл 1 матч за сборную Израиля.

## Биография

### Клубная карьера
Воспитанник клуба «Маккаби» (Тель-Авив). Профессиональную карьеру начал в клубе «Хапоэль» (Кфар-Сава), где выступал на правах аренды. За два проведённых в клубе сезона сыграл 3 матча в высшей лиге Израиля. Сезон 2009/10 провёл в клубе второй лиги «Хакоах» (Рамат-Ган). В сезоне 2010/11 выступал уже за клуб высшей лиги «Хапоэль Ирони». Вернувшись из очередной аренды в 2011 году, игрок дебютировал за основной состав тель-авивского «Маккаби». Всего провёл за команду 18 матчей и пропустил 18 голов в чемпионате Израиля, а также принял участие в групповом этапе Лиги Европы 2011/12. В следующем сезоне вновь был отдан в аренду, на этот раз в клуб чемпионата Кипра АЕК (Ларнака). По окончании аренды покинул «Маккаби» и подписал контракт с «Хапоэль Ирони». Летом 2016 года подписал контракт с действующим чемпионом Израиля «Хапоэль» (Беэр-Шева).

### Карьера в сборной
В 2003 году был в составе сборной Израиля на Чемпионате Европы до 17 лет.
Единственный матч за основную сборную Израиля сыграл 6 сентября 2011 года в матче отборочного турнира Евро-2012 против сборной Хорватии, в котором вышел на замену после перерыва вместо получившего травму Дуду Авата, и пропустил 3 мяча. Матч закончился со счётом 3:1 в пользу Хорватии. В 2014—2016 годах вновь стал вызываться в сборную, однако на поле не выходил.

## Достижения
«Хапоэль Ирони»
- Обладатель Суперкубка Израиля: 2015

 «Хапоэль» Беэр-Шева
- Чемпион Израиля (2): 2016/17, 2017/18
- Обладатель Суперкубка Израиля (2): 2016, 2017
- Обладатель Кубка Тото: 2016/17